# Bino (Markenname)
Bino war eine Marke für flüssige Speisewürze, gekörnte Brühe, Brühpaste, Brühwürfel und Soßenwürfel, die in der DDR hergestellt wurden. Der Name ist aus dem Herstellungsort Elektrochemisches Kombinat Bitterfeld-Nord abgeleitet. Daher standen die vier Buchstaben für Bitterfeld-Nord.

## Geschichte
Bino wurde im Elektrochemischen Kombinat Bitterfeld hergestellt. Dabei handelte es sich um die ehemaligen Elektrochemischen Werke Bitterfeld der I.G. Farbenindustrie AG, die 1946 in die Sowjetische Aktiengesellschaften (SAG) für Mineraldünger „Kaustik“ übernommen worden waren.
1947 bekam der Hauptdirektor Dr. Adolf Beck (1892–1949) vom sowjetischen Generaldirektor des Betriebs den Auftrag, Vorschläge zur Produktion neuer Konsumgüter zu unterbreiten, um die Notlage der Bevölkerung zu verringern.  Daraufhin schlug Beck vor, Nahrungsergänzungsmittel auf den Markt zu bringen. Da es wenig Fleisch in den Geschäften gab, sollte so ein Beitrag zur Schließung der Eiweißlücke geleistet werden.
1948 wurde die Produktion der Speisewürze Bino im Werk Bitterfeld-Nord aufgenommen – einem Ersatz für die Maggi-Würze, die als Westprodukt in der Ostzone nicht mehr verfügbar war. Das äußere Erscheinungsbild der braunen Glasflasche für die Speisewürze sowie die gelb-braunen Etiketten lehnten sich dabei an das westliche Pendant an. Die Speisewürze bestand aus natürlichen Rohstoffen, u. a. Sehnen, Hufen, Hörnern von Rindern, Abfällen der Fischverarbeitung, Kasein, Hefe, Keratinen, Weizenkleber, Ölsamenextrakten und Sojabohnenmehl. Diese wurden einer Eiweiß-Hydrolyse unterzogen, so dass wasserlösliche Produkte entstanden. Zeitgenössische Publikationen in DDR-Zeitschriften bescheinigten den Bino-Brühwürfeln einen vergleichbaren Energiegehalt wie Fleisch und Fisch sowie eine verdauungsfördernde Wirkung.
Bis in die Mitte der 1960er Jahre entwickelten die Bitterfelder Chemiker unter dem Label Bino Kräftigungsmittel, Aufbaustoffe, Würzpasten, Brühwürfel, Eiweißpulver, Wurstbindemittel, Eispulver, Hefen und Zahnpasta.

## Krebs-Kontroverse
Am 1. März 1952 veröffentlichte die westdeutsche Zeitung Die Welt auf der Titelseite einen Artikel mit der Überschrift „Lebensgefährliche Suppenwürfel“, in dem berichtet wurde, dass angeblich Abfallprodukte der Igelit-Produktion, die den krebserregenden Weichmacher Orthotrikresylphosphat (OTKP) enthielten, für die Bino-Produktion als Rohstoffe verwendet würden. Auch die Bild titelte am 2. August 1952: „Ostzonen-Suppenwürfel bringen Krebs“.
Bis in die Gegenwart werden diese Vorwürfe in den Medien unterschiedlich rezipiert: Während manche aktuellen Artikel die damaligen Anschuldigungen als bewusste Falschmeldung DDR-kritischer westdeutscher Medien beschreiben, übernehmen andere die Darstellung, dass in den Anfangsjahren der Bino-Produktion Giftstoffe im Produkt enthalten gewesen seien.

## Werbung und Rezeption
In den 1960er Jahren wurde die Würze mit dem Slogan „Koche mit Liebe, würze mit Bino!“ oder „Liebe geht doch durch den Magen“ beworben. Manfred Krug zitierte den ersten Slogan im Titelsong des Films Auf der Sonnenseite.
Der Name der Hamburger Band Ostzonensuppenwürfelmachenkrebs spielt auf die Bild-Schlagzeile „Ostzonen-Suppenwürfel bringen Krebs“ zu Bino an.